# Mike Pigg
Michael Pigg (* 18. Dezember 1964 in Arcata) ist ein ehemaliger US-amerikanischer Triathlet. Er ist Weltmeister im Cross-Triathlon (1997) sowie vierfacher US-amerikanischer Triathlonmeister (1987, 1988, 1991, 1992) und panamerikanischer Triathlonmeister (1993). Bei den beiden wichtigsten Langdistanz-Triathlons der 1980er- und 1990er-Jahre, beim Triathlon Longue Distance de Nice (1990) sowie beim Ironman Hawaii (1988) belegte er jeweils einmal den zweiten Platz. 

## Werdegang
Mike Pigg war in seiner Jugend als Schwimmer aktiv und begann 1985 mit Triathlon.
Bereits ein Jahr später führte er zeitweise die Rankings des amerikanischen Dachverbandes USA Triathlon an. Ein weiteres Jahr später wurde er vor Mark Allen erstmals US-amerikanischer Meister. In den folgenden Jahren dominierte Pigg gemeinsam mit Scott Molina die US-amerikanische Triathlon-Szene auf der Kurzdistanz: Von 1983 bis 1994 gewannen Molina und Pigg bis auf 1989 und 1993 sämtliche US-amerikanischen Triathlonmeisterschaften. Insgesamt trat Mike Pigg von 1987 bis 1996 bei 141 Triathlon-Wettkämpfen an, von denen er 79 gewinnen konnte.

### Zweiter beim Ironman Hawaii 1988
1988 belegte er bei seinem vierten Start beim Ironman Hawaii den zweiten Platz. Zudem gewann er im selben Jahr 15 Rennen auf der olympischen Distanz – von 20, bei denen er gestartet war.
Auch bei dem anderen der beiden wichtigsten Langdistanz-Triathlons der 1980er- und 1990er-Jahre, dem Triathlon Longue Distance de Nice gelang ihm im vierten Anlauf 1989 eine Podiumsplatzierung, die er im Folgejahr noch einmal verbessern konnte.
1991 gewann er auf St. Croix den ersten Weltcup der ITU und verwies dabei die beiden ersten Triathlon-Weltmeister Greg Welch und Mark Allen auf die Plätze zwei und drei.
Pigg zeichnete sich vor allem durch seine Dominanz in der zweiten Disziplin, dem Radfahren, aus.
Aufgrund seiner Erfolge wurde Pigg oft neben den „Big-Four“ Dave Scott, Mark Allen, Scott Tinley und Scott Molina als „Big Fifth“ bezeichnet.

### Weltmeister Xterra Cross-Triathlon 1997
1997 wurde er auf Hawaii Weltmeister im Cross-Triathlon, nachdem er hier im Vorjahr noch den zweiten Platz erreicht hatte.
2013 ehrte ihn der US-amerikanische Dachverband USA Triathlon mit einer Aufnahme in dessen Hall of Fame.
Mike Pigg ist seit 1992 mit seiner Frau Marci verheiratet und das Paar bekam 1998 zwei Kinder: die Zwillinge Triston and Chloe. Pigg lebt mit seiner Familie in McKinleyville, wo er gemeinsam mit seiner Frau als Immobilienmakler tätig ist.

## Sportliche Erfolge
| Datum/Jahr    | Platz | Wettbewerb                                           | Austragungsort               | Zeit     | Bemerkung |
| ------------- | ----- | ---------------------------------------------------- | ---------------------------- | -------- | --- |
| 25. Okt. 1998 | 3     | Laguna Phuket Triathlon                              | Phuket                       | 02:34:31 | [ 4 ] |
| 4. Mai 1997   | 5     | St. Croix Triathlon                                  | Saint Croix                  | 02:39:13 | |
| 1997          | 2     | USA Triathlon Elite National Championships           | St. Joseph County (Michigan) |          | Vizemeister |
| 18. Aug. 1996 | 1     | Escape from Alcatraz Triathlon                       | San Francisco                | 02:10:21 | [ 9 ] |
| 1995          | 1     | Laguna Phuket Triathlon                              | Phuket                       |          | |
| 29. Okt. 1994 | 1     | Laguna Phuket Triathlon                              | Phuket                       | 02:26:25 | Erstaustragung, vor Mark Allen                                                                                   |
| 1994          | 1     | St. Croix Triathlon                                  | St. Croix                    | 02:33:12 | |
| 1993          | 1     | Escape from Alcatraz Triathlon                       | San Francisco                |          | |
| 6. Juni 1993  | 1     | Mazda Orange County Performing Arts Center Triathlon | Mission Viejo                | 01:46:09 | [ 11 ] |
| 2. Mai 1993   | 1     | Triathlon World Cup                                  | Southport                    | 02:46:44 | vor Mark Allen                                                                                                   |
| 1993          | 1     | St. Croix Triathlon                                  | Saint Croix                  | 02:31:54 | |
| 26. Apr. 1992 | 1     | Triathlon World Cup                                  | Surfers Paradise             | 02:40:58 | [ 13 ] |
| 1992          | 1     | USA Triathlon Elite National Championships           | Wilkes-Barre                 |          | zum vierten Mal nationaler Meister                                                                               |
| 13. Okt. 1991 | 3     | ITU Triathlon Short Distance World Championship      | Gold Coast                   | 01:48:22 | Dritter bei der Weltmeisterschaft auf der olympischen Distanz am 12./13. Oktober                                 |
| 21. Sep. 1991 | 1     | ITU Triathlon World Cup                              | Las Vegas                    | 02:02:20 | |
| 1991          | 1     | Escape from Alcatraz Triathlon                       | San Francisco                |          | |
| 2. Mai 1991   | 1     | St. Croix Triathlon                                  | St. Croix                    | 02:31:05 | Sieger vor Greg Welch und Mark Allen (ITU Triathlon World Cup: 2 km Schwimmen, 50 km Radfahren und 12 km Laufen) |
| 28. Apr. 1991 | 1     | Triathlon World Cup                                  | Surfers Paradise             | 02:45:57 | vor Mark Allen (Allens erstes nicht gewonnenes Rennen seit 1988)                                                 |
| 1991          | 1     | USA Triathlon Elite National Championships           | Cleveland                    |          | Nationaler Meister                                                                                               |
| 1990          | 1     | Escape from Alcatraz Triathlon                       | San Francisco                |          | |
| 15. Sep. 1990 | 11    | ITU Triathlon World Championships                    | Orlando                      | 01:54:23 | zweite offizielle Triathlon-Weltmeisterschaft                                                                    |
| 1990          | 2     | USA Triathlon Elite National Championships           | Cleveland                    |          | Vizemeister |
| 17. Nov. 1989 | 2     | Coca Cola Sprint Triathlon                           | Aventura                     | 00:53:19 | Zweiter hinter Lance Armstrong                                                                                   |
| 6. Aug. 1989  | 7     | ITU Triathlon World Championships                    | Avignon                      | 02:02:26 | erste offizielle Triathlon-Weltmeisterschaft                                                                     |
| 16. Juli 1989 | 1     | Japan Triathlon Series Nippondaira                   | Japan                        | 01:48:34 | vor Scott Tinley und Ronnie Hansen                                                                               |
| 9. Juli 1989  | 1     | U.S. Triathlon Series                                | Chicago                      | 01:48:55 | [ 17 ] |
| 1989          | 2     | St. Croix Triathlon                                  | Aventura                     | 04:16:00 | Zweiter hinter Mark Allen                                                                                        |
| 1989          | 2     | USA Sprint Triathlon Elite National Championships    | Cleveland                    | 00:53:19 | Zweiter hinter Lance Armstrong                                                                                   |
| 10. Juli 1988 | 1     | U.S. Triathlon Series                                | Burlington                   |          | [ 18 ] |
| 28. Mai 1988  | 1     | Jeep TriPrix                                         | Oceanside                    | 01:48:00 | vor Mark Allen                                                                                                   |
| 21. Mai 1988  | 1     | U.S. Triathlon Series                                | Houston                      | 01:47:51 | vor Harald Robinson und Lance Armstrong                                                                          |
| 1988          | 1     | St. Croix Triathlon                                  | St. Croix                    | 04:07:14 | |
| 1988          | 1     | USA Triathlon Elite National Championships           | Wilkes-Barre                 |          | Nationaler Meister                                                                                               |
| 27. Sep. 1987 | 1     | U.S. Championships                                   | Hilton Head Island           | 01:50:05 | vor Mark Allen                                                                                                   |
| 16. Aug. 1987 | 2     | Intern. Triathlon Southampton                        | Southampton                  | 01:49:58 | hinter Mark Allen                                                                                                |
| 30. Mai 1987  | 1     | U.S. Triathlon Series                                | Phoenix                      | 01:53:54 | [ 22 ] |
| 17. Mai 1987  | 1     | U.S. Triathlon Series                                | Houston                      | 01:54:39 | vor Dave Scott                                                                                                   |
| 3. Mai 1987   | 1     | U.S. Triathlon Series                                | Miami                        | 01:42:42 | [ 23 ] |
| 27. Apr. 1987 | 1     | St. Antony‘s Triathlon                               | Saint Petersburg             | 01:49:29 | vor Scott Molina                                                                                                 |
| 1987          | 1     | USA Triathlon Elite National Championships           | Wilkes-Barre                 |          | Nationaler Meister                                                                                               |
| 27. Juli 1986 | 1     | U.S. Triathlon Series                                | Denver                       |          | [ 25 ] |

| Datum/Jahr    | Platz | Wettbewerb                        | Austragungsort | Zeit     | Bemerkung                                                                                 |
| ------------- | ----- | --------------------------------- | -------------- | -------- | ----------------------------------------------------------------------------------------- |
| 23. Okt. 1993 | 16    | Ironman Hawaii                    | Hawaii         | 08:39:06 |                                                                                           |
| 17. Juni 1990 | 2     | Triathlon Longue Distance de Nice | Nizza          | 06:00:07 |                                                                                           |
| 14. Okt. 1989 | 15    | Ironman Hawaii                    | Hawaii         | 08:45:26 |                                                                                           |
| 28. Mai 1989  | 3     | Triathlon Longue Distance de Nice | Nizza          | 06:03:59 | hinter Mark Allen und Rob Barel                                                           |
| 22. Okt. 1988 | 2     | Ironman Hawaii                    | Hawaii         | 08:33:11 | persönliche Ironman-Bestzeit – 2:11 Minuten hinter Scott Molina                           |
| 10. Okt. 1987 | 4     | Ironman Hawaii                    | Hawaii         | 09:02:34 |                                                                                           |
| 18. Okt. 1986 | 9     | Ironman Hawaii                    | Hawaii         | 09:16:43 |                                                                                           |
| 5. Okt. 1986  | 4     | Triathlon Longue Distance de Nice | Nizza          |          |                                                                                           |
| 26. Okt. 1985 | 7     | Ironman Hawaii                    | Hawaii         | 09:38:10 |                                                                                           |
| 24. März 1985 | 4     | Ironman New Zealand               | Taupō          | 08:30:01 | 2 Meilen (3,2 km) Schwimmen, 100 Meilen (161 km) Radfahren und 20 Meilen (32,2 km) Laufen |

| Datum/Jahr    | Platz | Wettbewerb                           | Austragungsort | Zeit       | Bemerkung                          |
| ------------- | ----- | ------------------------------------ | -------------- | ---------- | ---------------------------------- |
| 22. Okt. 2000 | 3     | Xterra Triathlon World Championships | Maui           | 02:33:10.3 | [ 26 ]                             |
| 26. Okt. 1997 | 1     | Xterra Triathlon World Championships | Maui           | 02:24:46   | Weltmeister im Cross-Triathlon     |
| 3. Nov. 1996  | 2     | Xterra Triathlon World Championships | Maui           | 02:31:13   | Vizeweltmeister im Cross-Triathlon |

(DNF – Did Not Finish)